# Villa Meßmacher

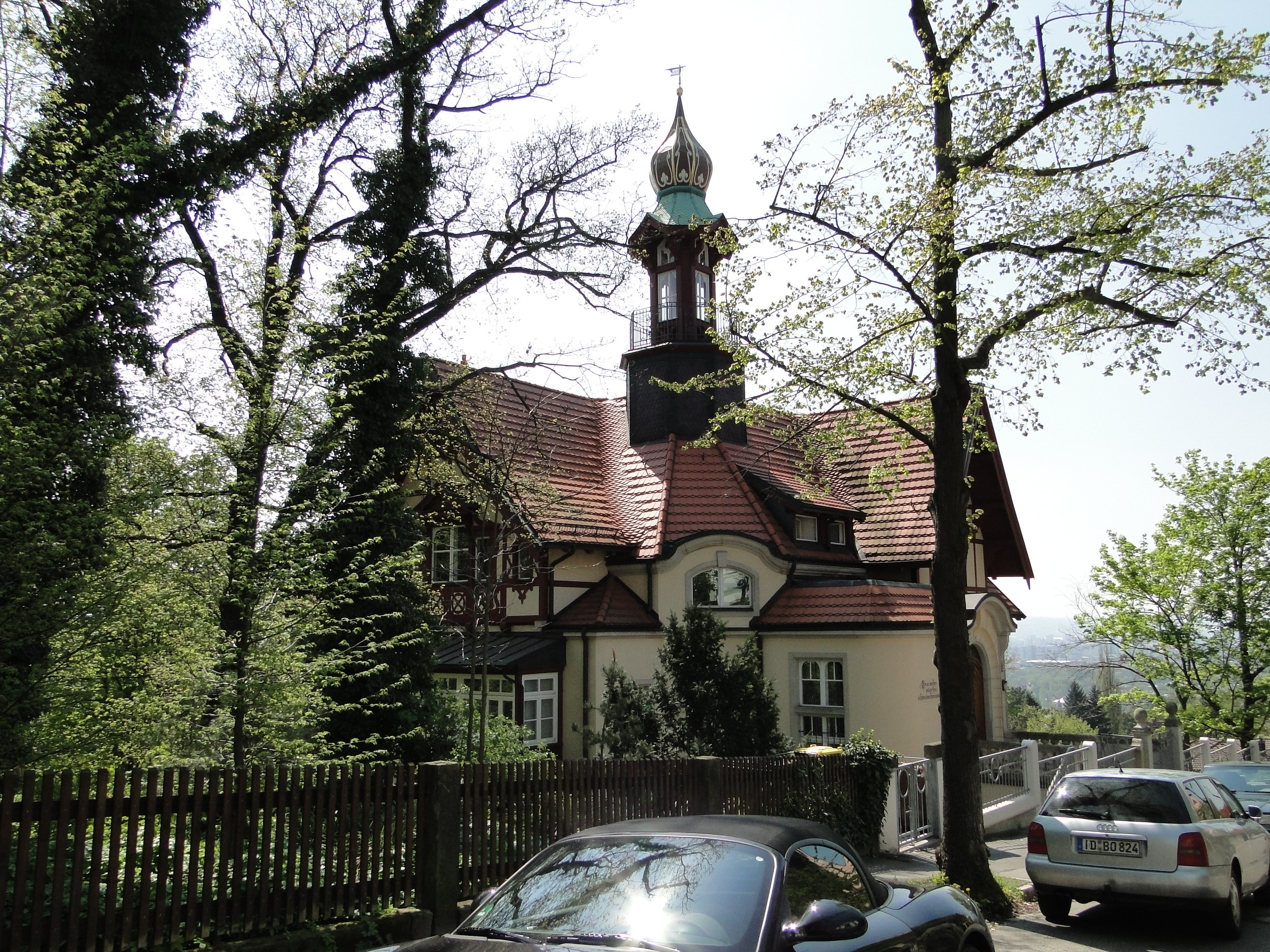
Villa Meßmacher (2010)

Die Villa Meßmacher ist ein ursprünglich großbürgerliches Wohnhaus in Dresden, Hermann-Prell-Straße 8 im Stadtteil Loschwitz, und steht unter Denkmalschutz.

## Geschichte
Die Villa wurde 1898–1900 vom Dresdner Architekten Georg Schramm (1848–1925) für den Diplomaten Georg Ernst von Meßmacher (1848–1925) errichtet. Meßmacher war unter anderem mehrere Jahre Botschafter des Königreichs Sachsens am Hof des russischen Zaren in Sankt Petersburg. Nach seinem Tod ging die Villa in den Besitz Barbara von Meßmachers über und wurde später als Klinik und Kinderheim genutzt. Im Jahr 1997 wurde die Villa saniert und in sieben Wohnungen unterteilt.

## Baubeschreibung
Die Villa im Stil der Neorenaissance zählt neben der Villa Schau ins Land und der Villa Tiberius an derselben Straße „zu den eindrücklichsten [Bauten] der Villenkolonie“. Sie zeichnet sich durch „zahlreiche Extravaganzen“ aus, besitzt Fachwerk-Erker und Holzbalkons; von der Straße erreicht man den Hauseingang über eine kleine Brücke. In den Garten führt eine geschwungene Freitreppe. Als Hinweis auf Meßmachers Wirken in Russland kann man das reich verzierte Zwiebeltürmchen auf dem Dach verstehen.